# Cruces (Padrón)
Cruces (llamada oficialmente Santa María de Cruces) es una parroquia y un lugar español del municipio de Padrón, en la provincia de La Coruña, Galicia.

## Entidades de población
Entidades de población que forman parte de la parroquia:
- Angueira de Suso (A Angueira de Suso)
- Areal (O Areal)
- Bascuas
- Bayuca (A Baiuca)
- Belina (A Abelina)
- Cruces
- Esclavitud (A Escravitude)
- Loureiro (O Loureiro)
- Muiños (Os Muíños)
- Pedroso Norte (O Pedroso do Norte)
- Pedroso Sur (O Pedroso do Vendaval)
- Picaraña (A Picaraña)
- Prada
- Queiruga
- Tarrío
- Vigo
- Vilar (O Vilar)

## Demografía

### Parroquia
| Gráfica de evolución demográfica de Cruces (parroquia) entre 2000 y 2019 |
|                                                                          |
| Datos según el nomenclátor publicado por el INE.                         |

### Lugar
| Gráfica de evolución demográfica de Cruces (lugar) entre 2000 y 2019 |
|                                                                      |
| Datos según el nomenclátor publicado por el INE.                     |

## Festividades
Una de sus celebraciones destacadas es el Rosario, 

## Monumentos
- La iglesia de Nuestra Señora de la Esclavitud.